# Umbulsari (Windusari)
Umbulsari is een bestuurslaag in het regentschap Magelang van de provincie Midden-Java, Indonesië. Umbulsari telt 1231 inwoners (volkstelling 2010).